# دی‌اکسید زنون
دی‌اکسید زنون (به انگلیسی: Xenon dioxide) با فرمول شیمیایی XeO۲ یک ترکیب شیمیایی است. که جرم مولی آن 163.29 g/mol می‌باشد. 